# Эпаминонда, Харис
Харис Эпаминонда (греч. Χάρις Επαμεινώνδα; род. 1980, Никосия) ― кипрская мультимедийная художница.

## Биография
Родилась в 1980 году в Никосии, Кипр.
Училась в Королевском колледже искусств и Кингстонском университете в Лондоне, который окончила в 2003 году. После окончания учёбы вернулась на Кипр.
В 2001 году познакомилась с художником Даниэлем Густавом Крамером. Эпаминонда и Крамер работают над совместным проектом «Infinite Library» с 2007 года. Они несколько раз выставлялись вместе на выставках, например, в 2012 году в Лиссабоне и в Касселе .
Работы Эпаминонды включают коллажи, инсталляции, скульптурные группы, фильмы и фотографии. Первоначально Эпаминондас в основном обрабатывала фотоиллюстрации из французских журналов и книг 1940—1960-х годов.
С 2005 года она начала заниматься черно-белыми коллажами с изображением людей и архитектуры. В 2007 году принялась за цветные изображения. Нестандартные живописные композиции создаются путем фотографирования найденного фотоматериала, как, например, в серии «Polaroid» (2008—2009).
Сегодня её работа сосредоточена на коллажах, многослойных пространственных инсталляциях, которые являются результатом сочетания картин, фильмов, фотографий, скульптур и найденных предметов.
В 2007 году вместе с Мустафой Хулуси представляла Кипр на 52-м Венецианской биеннале.
Живёт и работает в Берлине.

## Персональные выставки
- 2018 — Том XXIIV, Существенные другие, Вена
- 2018 — Том XXIII, Сецессия, Вена
- 2017 — Том XXII, Художественный музей Аспен, Аспен
- 2017 — Том XX, Родео, Лондон
- 2016 — Том XIX, Родео, Лондон
- 2016 — Том XVII, Кейси Каплан, Нью-Йорк.
- 2016 — Бесконечная библиотека, Андалузский центр современного искусства[es], Севилья
- 2015 — Том XVI, Ле-Плато, Фрак-Иль-де-Франс, Париж
- 2014 — Харис Эпаминонда и часть Дикие лошади Человек с обеих сторон, Гребля, Лондон
- 2014 — Том XIV, галерея Массимо Минини, Брешия
- 2014 — Раздел IV, Венеция
- 2013 — Харрис Эпаминонда, Центр современного искусства Point, Никосия
- 2013 — Харис Эпаминонда-Разделы, галерея Modern Art Oxford, Оксфорд
- 2013 — Юг от Солнца, Музей изящных искусств, Цюрих
- 2013— Раннее лето, (вместе с Даниэлем Густавом Крамером), галерея Лиссабона, Лиссабон
- 2012 — Харис Эпаминонда и Даниэль Густав: Бесконечная библиотека, Бадишер Кунстверейн, Карлсруэ
- 2012 — Бесконечная библиотека, Музейно-выставочный дом[de], Гларус
- 2011 — Проекты 96: Харрис Эпаминонда, Музей современного искусства, Нью-Йорк
- 2011 — Харрис Эпаминонда, галерея Ширн, Франкфурт-на-Майне
- 2010 — Поздняя осень, (с Даниэлем Густавом Крамером), Самса, Берлин
- 2010 — Бесконечная библиотека, Болонья
- 2010 — Хроники, Галерея сайтов, Шеффилд
- 2010 — Галерея 2 уровня: Гаррис Эпаминонда, VOL. VI, Тейт Модерн, Лондон
- 2009 — Том IV, Родео, Стамбул
- 2009 — Фомы I, II и III, Malmö Konsthall, Мальме
- 2009 — Даниэль Густав Крамер и Харрис Эпаминонда, BolteLang, Цюрих
- 2008 — Фомы IIII, V&VI, Цирк, Берлин
- 2007 —_Харрис Эпаминонда, Künstlerhaus Bethanien, Берлин
- 2007 — Старая земля, больше не лгу, я тебя вижу…, вместе с Мустафой Хулуси, Палаццо Малипиеро, Венеция
- 2007 — Яма, пока темно…, отель «Мармара», Стамбул